# Mario Williams
Mario Jerrel Williams (Richlands, 31 gennaio 1985) è un giocatore di football americano statunitense che milita nel ruolo di defensive end nella National Football League.
Fu scelto come primo assoluto dagli Houston Texans nel Draft NFL 2006. Al college ha giocato a football alla North Carolina State University.

## Carriera professionistica

### Houston Texans

#### Pre Draft
I Texans terminarono la stagione 2005 col peggior record della lega (2-14), godendo quindi della prima scelta assoluta nel Draft 2006. Mentre la convinzione della maggior parte dei media nazionali era che i Texans avrebbero scelto nel draft Reggie Bush, molti a Houston iniziarono a dare voce al loro desiderio che la squadra scegliesse l'eroe cittadino, Vince Young, dopo che questi aveva guidato la University of Texas alla vittoria sulla USC di Bush nel Rose Bowl, quell'anno finale del campionato NCAA.
In un'improbabile girandola di eventi, invece, i Texans scioccarono il mondo della NFL alla vigilia del draft annunciando che la prima scelta assoluta sarebbe stato Mario Williams. I fan rimasero infuriati e scioccati, molti fecero criticarono apertamente la scelta durante il party pubblico del draft al Reliant Stadium e i Texans furono ridicolizzati dai media nazionali per aver commesso quello che molti pensavano essere il peggior errore del draft della storia. Presto sorsero anche paragoni col Draft NBA 1984, quando i Portland Trail Blazers scelsero Sam Bowie al posto di Michael Jordan. Reggie Bush finì ai New Orleans Saints e Vince Young fu scelto dai Tennessee Titans. Scegliendo Williams, i Texans decisero di privilegiare il rinforzo della loro difesa in grande difficoltà, anche se tale scelta si rivelò un incubo per le pubbliche relazioni nella stagione 2005.

#### Stagione 2006

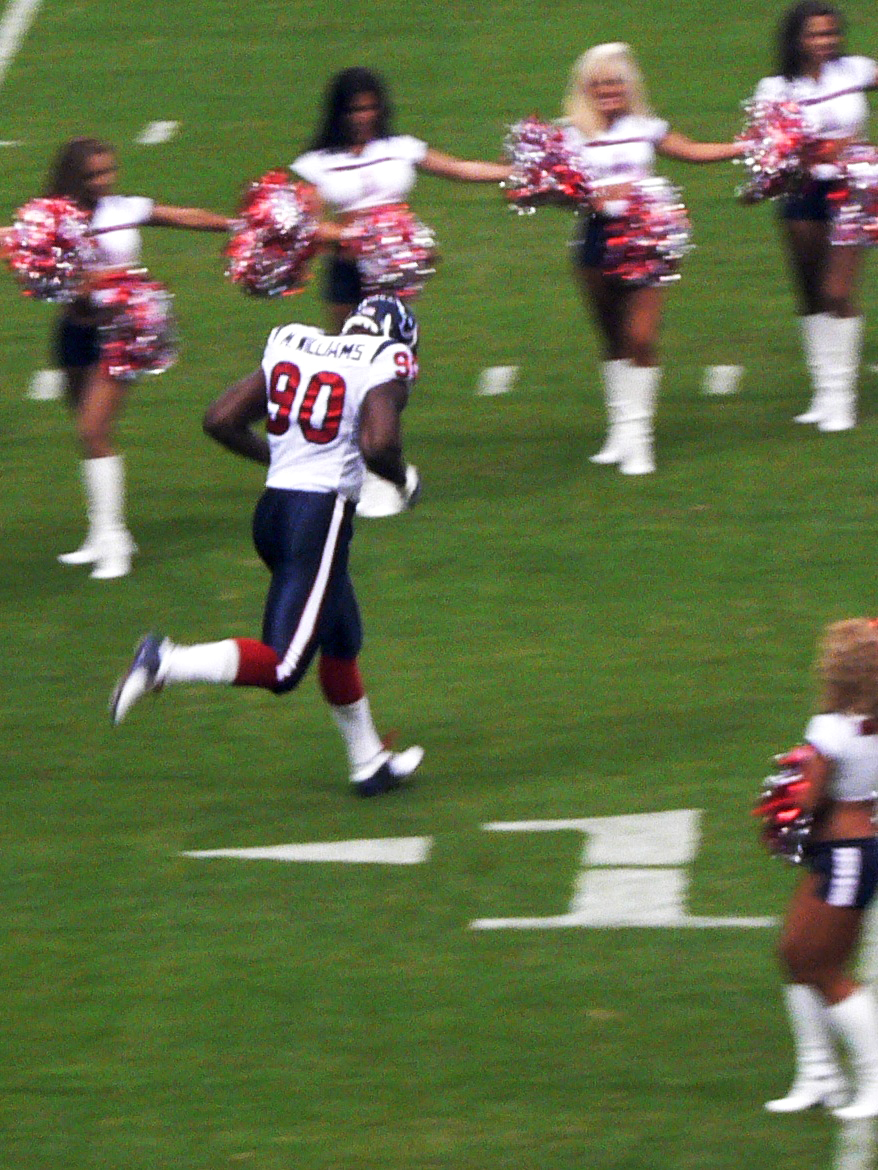
Williams nel 2006, all'entrata in campo durante la prima gara di pre-stagione contro i Kansas City Chiefs.

Il 1º ottobre 2006, Williams registrò il suo primo sack e mezzo contro Daunte Culpepper dei Miami Dolphins nella prima vittoria stagionale dei Texans 17-15. Tre settimane dopo, Williams mise a segno un sack sul quarterback dei Jacksonville Jaguars Byron Leftwich e recuperò un fumble nella vittoria a sorpresa dei Texans 27-7. Williams finì la stagione con 4,5 sack e 47 tackle soffrendo per una debilitante fascite plantare per l'intera stagione.

#### Stagione 2007
All'inizio della stagione, Williams giocò una prestazione di alto livello nella prima gara dell'anno, mettendo a segno 5 tackle, 2 sack e ritornando un fumble del fullback dei Chiefs Kris Wilson in touchdown. Nelle gare contro i Denver Broncos e i Tennessee Titans, mise s segno 3,5 sack su Jay Cutler e 2,5 su Vince Young. Il suo primo sack della stagione 2007 fu invece su Peyton Manning. Prima della gara contro gli Indianapolis Colts, l'allenatore Tony Dungy paragonò Williams al Pro Bowler dei Colts Dwight Freeney. Terminò la stagione con 59 tackle totali e 14 sack, record stagionale della franchigia quest'ultimo (superato nel 2012 da J.J. Watt).
La stagione 2007 fu quella in cui Williams rispose a molte delle critiche attirate su di sé dopo essere stato la prima scelta assoluta del Draft. In quella annata, in 15 partite, mise a segno il 48% dei sack della squadra, una percentuale più alta di qualsiasi altro giocatore. Williams fu eletto nella formazione ideale di Sporting News e anche se non fu selezionato per il Pro Bowl, fu votato come prima riserva.

#### Stagioni 2008-2009
Nel 2008, Williams continuò a giocare bene, mettendo insieme 12 sack e 53 tackle in 15 partite (tutte da titolare). Da segnalare 3 sack ed un fumble forzato nella prima vittoria di sempre dei Texans nel Monday Night Football il 1º dicembre 2008. Per queste sue prestazioni, Williams fu selezionato per il suo primo Pro Bowl da titolare ed inserito nella formazione ideale della stagione All-Pro. Fu nuovamente convocato per il Pro Bowl dopo la stagione 2009.

#### Stagioni 2010-2011
Il 15 dicembre 2010, fu annunciato che Williams sarebbe rimasto nella lista infortunati per il resto della stagione a causa di un'ernia infiammata. Il giocatore era stato tormentato dagli infortuni fin da settembre ma si classificò comunque al terzo posto nella lega con 8,5 sack in 13 partite.
Nel 2011, durante la quinta settimana contro gli Oakland Raiders, Williams soffrì uno strappo al muscolo del petto mentre stava mettendo a segno un sack sul quarterback dei Raiders Jason Campbell, il quinto della sua stagione. Il 12 ottobre fu messo in lista infortunati per tutta la stagione per il secondo anno consecutivo.

### Buffalo Bills

#### Stagione 2012

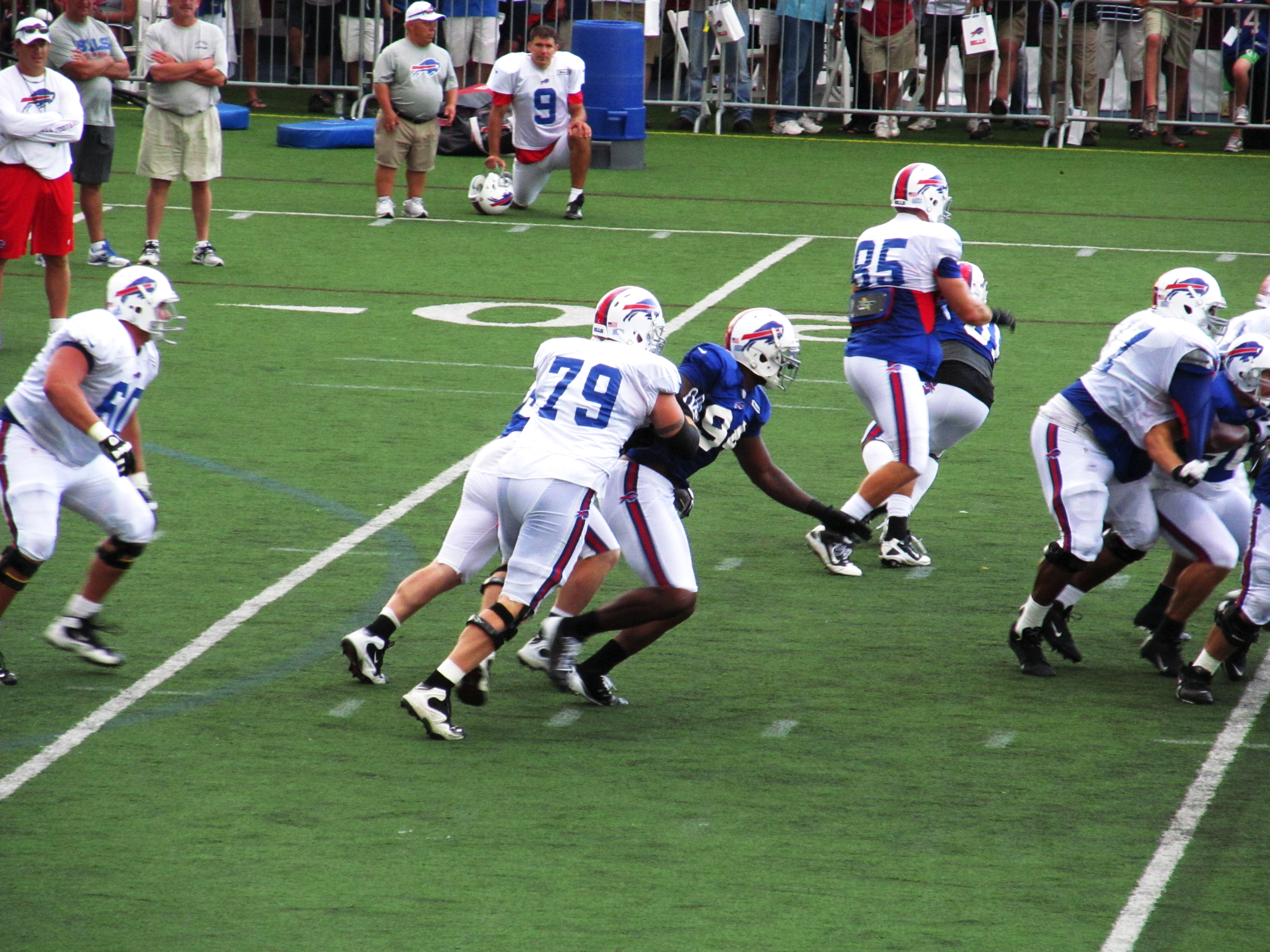
Williams (nº 94) durante il training camp dei Bills nel 2012, contrastato dal compagno di squadra Erik Pears (nº 79).

Dopo la fine della stagione 2011, i Texans decisero di non utilizzare la franchise tag su Williams, rendendolo così uno dei free agent più desiderati del mercato. Il 15 marzo 2012 firmò coi Buffalo Bills un contratto di 6 anni del valore di 96 milioni di dollari, di cui 50 milioni garantiti.
Nella settimana 3, contro i Cleveland Browns Williams mise a segno i primi 1,5 sack con la nuova maglia su Brandon Weeden. Nella vittoria della settimana 6 contro gli Arizona Cardinals ne fece registrare altri due su Kevin Kolb . La settimana 9, nella prima volta al Reliant Stadium come avversario, Williams mise a segno un sack e 7 tackle ma i Bills furono sconfitti dai Texans.
Nel Thursday Night della settimana 11 i Bills tennero vive le loro ultime speranze di centrare i playoff vincendo contro i Miami Dolphins. La difesa di Buffalo giocò probabilmente la miglior gara della stagione e Williams mise a segno un sack su Ryan Tannehill . Nella gara seguente contro gli Indianapolis Colts fece registrare 3 sack su Andrew Luck che non furono però sufficienti ad evitare la sconfitta. La sua prima stagione coi Bills si concluse riuscendo a disputare per la prima volta dal 2009 tutte le 16 partite della stagione regolare, mettendo a segno 46 tackle, 10,5 sack e 2 fumble forzati. A fine anno fu classificato al numero 72 nella classifica dei migliori cento giocatori della stagione.

#### Stagione 2013
Nella vittoria della settimana 2 contro i Carolina Panthers, Williams mise a segno 4,5 sack su Cam Newton, venendo premiato come miglior difensore della AFC della settimana. Quei 4,5 sack furono anche un nuovo record di franchigia in una gara per un giocatore dei Bills. Un altro lo mise a segno nella settimana 4 su Joe Flacco dei Ravens e altri due la settimana seguente contro i Browns. Nella settimana 7 mise a referto due sack e forzò un fumble nella vittoria in trasferta sui Miami Dolphins, venendo premiato per la seconda volta in stagione come difensore della AFC della settimana. Nel penultimo turno di campionato, Williams fece registrare il suo tredicesimo sack dell'anno nel giorno in cui i Bills stabilirono il record di franchigia stagionale con il sack numero 56, nella vittoria per 19-0 sui Miami Dolphins. La sua stagione terminò al quarto posto nella lega con 13 sack, venendo convocato per il terzo Pro Bowl in carriera e inserito nel Second-team All-Pro. Fu inoltre fu votato al 29º posto nella NFL Top 100 dai suoi colleghi.

#### Stagione 2014
Williams aprì la stagione 2014 con un sack su Jay Cutler, contribuendo alla vittoria a sorpresa ai supplementari in casa dei Bears. Nella settimana 11 ne mise a segno un massimo di stagionale di 3,5 contro i Dolphins, arrivando a quota 10 per il terzo anno consecutivo, il quinto in carriera. Otto giorni dopo, nel Monday Night Football contro i Jets, tenutosi a Detroit Lions per le violente nevicate che avevano reso impraticabile lo stadio dei Bills, fece registrare altri due sack. A fine mese, Williams fu premiato come miglior difensore della AFC di novembre in cui guidò la conference e la lega a pari merito con 6,5 sack, mentre i Bills furono la squadra a subire meno punti in quell'arco di tempo (13,0 a partita).
Nel quindicesimo turno, Williams trascinò la difesa dei Bills nella vittoria a sorpresa sui Green Bay Packers, la squadra col miglior record della NFC in quel momento, bloccando un field goal, mettendo a segno un sack e soprattutto forzando un fumble di Aaron Rodgers nei minuti finali che diede luogo a una safety e impedì agli avversari di procedere nell'ultimo tentativo di rimonta. Nell'ultima gara della stagione regolare mise a segno un sack su Jimmy Garoppolo, nell'incontro vinto dai Bills 17-9 in casa dei Patriots, che gli permise di stabilire il nuovo primato personale di 14,5 sack in una singola stagione, mezzo sack in più di quelli messi a referto nel 2007 con la maglia dei Texans. A fine stagione fu convocato per il quarto Pro Bowl in carriera e inserito nel First-team All-Pro.

#### Stagione 2015
Con l'arrivo del nuovo capo-allenatore Rex Ryan, la stagione 2015 di Williams non fu al livello delle precedenti, terminando con soli cinque sack, il minimo dalla stagione 2011, in cui aveva disputato solamente cinque gare. Il 29 febbraio 2016 fu svincolato dopo quattro stagioni coi Bills.

### Miami Dolphins
L'8 marzo 2016, Williams firmò un contratto biennale con i Miami Dolphins. Dopo soli 1,5 sack nella stagione 2016, il 16 febbraio 2017 fu svincolato, rimanendo senza contratto per tutta la stagione successiva.

## Record

### Record di franchigia

#### Record dei Texans
- Maggior numero di sack messi a segno in carriera: 53 (2006-2011, superato da J.J. Watt nel 2014)
- Maggior numero di fumble forzati messi a segno in carriera: 11 (2006-2011, superato da J.J. Watt nel 2014)

#### Record dei Bills
- Maggior numero di sack messi a segno in una singola gara: 4 (contro Carolina, il 15 settembre 2013)

## Palmarès
- Convocazioni al Pro Bowl: 4

2008, 2009, 2013, 2014
- First-team All-Pro: 3

2007, 2008, 2014
- Second-team All-Pro: 1

2013
- PFW/PFWA All-AFC team: 2

2008, 2009
- Difensore della AFC del mese: 1

novembre 2014
- Difensore della AFC della settimana: 2

2ª e 7ª del 2013
- NFL Alumni Defensive Lineman dell'anno: 1

2007
- GMC Never Say Never Moment della settimana: 1

7ª del 2013

## Statistiche
| 2006   | Houston    | 16  | 47  | 35  | 12 | 4½  | 3  | 0 | 0 | 0,0 | 0 | 0 | 1  | 1 | 0  | 0 |
| 2007   | Houston    | 16  | 59  | 43  | 16 | 14  | 1  | 0 | 0 | 0,0 | 0 | 0 | 2  | 1 | 38 | 1 |
| 2008   | Houston    | 16  | 53  | 44  | 9  | 12  | 0  | 0 | 0 | 0,0 | 0 | 0 | 4  | 0 | 0  | 0 |
| 2009   | Houston    | 16  | 43  | 38  | 5  | 9   | 3  | 0 | 0 | 0,0 | 0 | 0 | 2  | 1 | 0  | 0 |
| 2010   | Houston    | 13  | 28  | 22  | 6  | 8½  | 2  | 0 | 0 | 0,0 | 0 | 0 | 2  | 0 | 0  | 0 |
| 2011   | Houston    | 5   | 11  | 10  | 1  | 5   | 1  | 0 | 0 | 0,0 | 0 | 0 | 1  | 0 | 0  | 0 |
| 2012   | Buffalo    | 16  | 46  | 37  | 9  | 10½ | 4  | 0 | 0 | 0,0 | 0 | 0 | 2  | 0 | 0  | 0 |
| 2013   | Buffalo    | 16  | 38  | 28  | 10 | 13  | 3  | 0 | 0 | 0,0 | 0 | 0 | 1  | 0 | 0  | 0 |
| 2014   | Buffalo    | 16  | 42  | 36  | 6  | 14½ | 2  | 0 | 0 | 0,0 | 0 | 0 | 2  | 0 | 0  | 0 |
| Totale | 9 stagioni | 130 | 367 | 293 | 74 | 91  | 19 | 0 | 0 | 0   | 0 | 0 | 16 | 3 | 38 | 1 |